# Saint-Bris-le-Vineux
Saint-Bris-le-Vineux település Franciaországban, Yonne megyében. Lakosainak száma 1024 fő (2022. január 1.). Saint-Bris-le-Vineux Quenne, Augy, Champs-sur-Yonne, Chitry, Escolives-Sainte-Camille, Irancy, Saint-Cyr-les-Colons és Vincelottes községekkel határos.

## Népesség
A település népessége az elmúlt években az alábbi módon változott:
| Lakosok száma | 1085 | 1054 | 1068 | 1024 | 1021 | 1021 | 1023 | 1024 | 1024 |
|               | 2013 | 2015 | 2016 | 2017 | 2018 | 2019 | 2020 | 2021 | 2022 |